# Gwalior
Gwalior är en stad i den indiska delstaten Madhya Pradesh och är centralort i ett distrikt med samma namn. Folkmängden uppgick till lite mer än 1 miljon invånare vid folkräkningen 2011. Storstadsområdet beräknades ha cirka 1,3 miljoner invånare 2018.
Staden har industrier som bland annat tillverkar bomull, garn, färg och kemikalier. Här finns också sedan 1964 ett universitet.
Mest kända byggnaden i Gwalior är ett fort. Före Indiens självständighet 1947 var Gwalior huvudstad för ett litet furstendöme som var styrt av den marathiska ätten Scindia, som lydde under britterna.

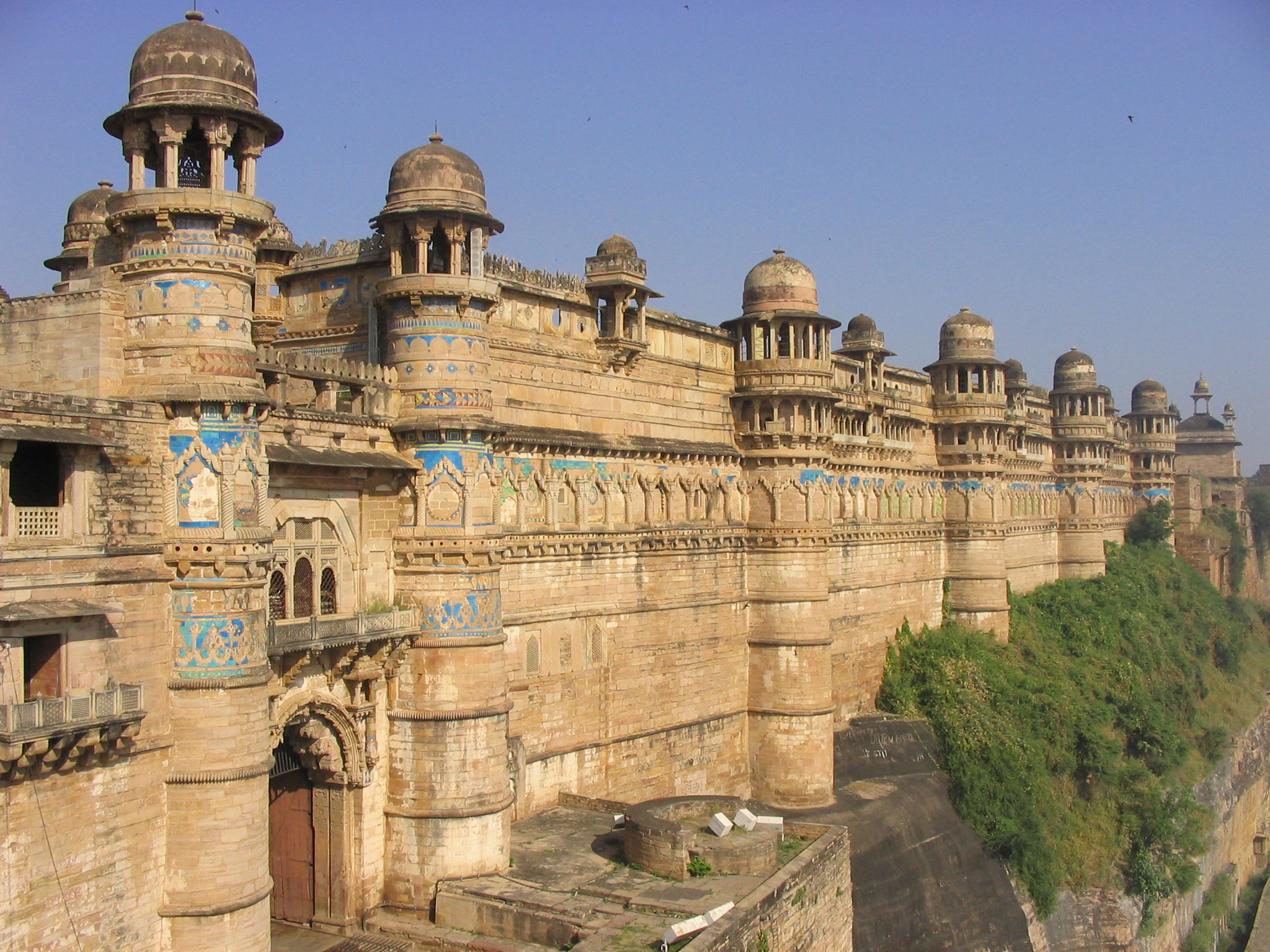
Fortet i Gwalior.